# Classe Nembo
La Classe Nembo était une classe de six destroyers construite pendant la Première Guerre mondiale pour la Regia Marina qui ont été construits par le chantier naval Pattison de Naples entre 1899 et 1905, selon une conception basée sur les destroyers contemporains du chantier naval britannique Thornycroft. Ils ont participé à la guerre italo-turque et à la Première Guerre mondiale, où trois d'entre eux ont été perdus.

## Conception
En 1899, les travaux ont commencé au chantier naval Pattison de Naples sur les premiers navires d'une nouvelle classe de destroyers, la classe Nembo. La classe Nembo était basée sur un projet des constructeurs navals britanniques Thornycroft, et était similaire aux destroyers de trente nœuds que Thornycroft construisait pour la Royal Navy britannique (comme le HMS Stag).
Les navires mesuraient 64,0 mètres (210 ft 0 in) de longueur hors-tout et 63,39 mètres (208 ft 0 in) entre perpendiculaires, avec une largeur de 5,94 mètres (19 ft 6 in) et un tirant d'eau de 2,29 mètres (7 ft 6 in). Le déplacement était de 325 tonnes longues (330 t) à la normale et de 380 tonnes longues (390 t) à pleine charge. Trois chaudières Thornycroft alimentaient en vapeur deux machines à vapeur à triple expansion d'une puissance nominale de 5 200 chevaux-vapeur (3 800 kW) et entraînant deux arbres d'hélice, ce qui donnait une vitesse nominale de 30 nœuds (56 km/h),. Les navires étaient dotés d'un gaillard d'avant surélevé, et de deux cheminées. L'équipage comptait entre 51 et 58 officiers et hommes.
Les deux premiers navires de la classe, le Nembo et le Turbine, étaient armés d'un canon de 76 mm/40 (capable de tirer un obus de 5,9 kg à une distance de 9 850 mètres (32 320 ft) à une cadence de 15 coups par minute par canon) et de 5 canons de 57 mm/43, avec deux tubes lance-torpilles de 356 mm, tandis que les quatre autres navires avaient un armement réduit de cinq canons de 57 mm/43, permettant d'augmenter l'armement de torpilles de quatre tubes lance-torpilles de 356 mm tandis que les quatre autres navires avaient un armement réduit de cinq canons de 57 mm/43, ce qui permettait d'augmenter l'armement de torpilles de quatre tubes de 356 mm.
Les six navires de la classe ont été achevés entre 1902 et 1905, atteignant des vitesses allant jusqu'à 30,2 nœuds (55,9 km/h) pendant les essais en mer (correspondant à une vitesse de mer réaliste de 27 nœuds (50 km/h)).
À partir de 1908, tous les navires de la classe sont équipés de nouvelles chaudières à mazout, ce qui entraîne une modification du profil des navires, avec trois cheminées au lieu de deux. La quantité de pétrole transportée était suffisante pour donner une autonomie de 330 milles nautiques (610 km) à 25 nœuds (46 km/h) ou de 2 200 milles nautiques (4 100 km) à 9 nœuds (17 km/h). L'armement des navires a été modifié en même temps, avec quatre canons de 76 mm/40 et deux tubes lance-torpilles de 450 mm.

## Service
Les navires de la classe ont été actifs pendant la guerre italo-turque de 1911-1912. Ils ont été équipés pour le mouillage de mines, avec une capacité de 10-16 mines pendant la Première Guerre mondiale, au cours de laquelle trois destroyers ont été perdus. Après la fin de la guerre, les trois navires restants ont été débarrassés d'une chaudière, ce qui a entraîné la perte d'une cheminée, ainsi que d'un canon de 76 mm, et ont été reclassés comme torpilleurs.

## Unités
| Nembo    | 6 août 1899       | 18 mai 1901      | 26 juin 1902    | Torpillé par le sous-marin austro-hongrois U-16 le 17 octobre 1916,.                                        |
| Turbine  | 20 août 1899      | 21 novembre 1901 | 28 août 1902    | Coulé par le croiseur austro-hongrois Helgoland et les destroyers Csepel, Tátra et Lika le 24 mai 1915.     |
| Aquilone | 10 septembre 1899 | 16 octobre 1902  | 12 octobre 1903 | Reclassé comme torpilleur le 1er juillet 1921, mis au rebut le 4 mars 1923.                                 |
| Borea    | 2 octobre 1899    | 12 décembre 1902 | 6 octobre 1903  | Coulé par les destroyers austro-hongrois Csepel et Balaton les 14 et 15 mai 1917.                           |
| Zeffiro  |                   | 14 mai 1904      | 1er avril 1905  | Reclassé comme torpilleur le 1er juillet 1921, mis au rebut le 13 mars 1923.                                |
| Espero   |                   | 9 juillet 1904   | 1er avril 1905  | Rebaptisé Turbine le 16 janvier 1921. Renommé torpilleur le 1er juillet 1921, mis au rebut le 5 avril 1923. |